# Новогордеевка
Новогорде́евка — село в Анучинском районе Приморского края. Входит в состав Анучинского сельского поселения.

## География
Село находится на правом берегу реки Арсеньевка, на автотрассе 05Н-100 «Осиновка — Рудная Пристань», на расстоянии примерно 18 км к юго-западу от города Арсеньев и примерно 12 км к северо-востоку от села Анучино, административного центра района.
От Новогордеевки на юг идёт лесовозная дорога на Муравейку, длинной около 20 км.

## Население
| 2001 | 2002 | 2010 |
| ---- | ---- | ---- |
| 827  | ↘816 | ↗824 |

## Улицы
| - ул. Арсеньева, - ул. Гагарина, - ул. Даманская, - ул. Калинина, | - ул. Комсомольская, - ул. Ленинская, - ул. Лесная, - ул. Луговая, | - ул. Мира, - ул. Молодёжная, - ул. Озёрная, - ул. Партизанская, | - ул. Пионерская, - ул. Стрельникова, - пер. Таёжный, - ул. Шевченко. |

## Экономика
Сельскохозяйственные предприятия Анучинского района.